# أيومي ناكامورا
أيومي ناكامورا (29 أغسطس 1990 في اليابان - ) (بالكانا:なかむら あゆみ) هي لاعبة كرة طائرة يابانية في مركز ضارب خارجي ‏. لعبت مع Osaka Marvelous ‏.

## وصلات خارجية
- أيومي ناكامورا على موقع الدوري الياباني (مؤرشف) (اليابانية)